# 262
Năm 262 là một năm trong lịch Julius. 